# Công nghệ lượng tử

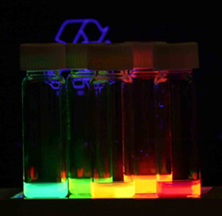
- Ảnh minh họa*

Công nghệ lượng tử (tiếng Anh: Quantum technology) là một lĩnh vực mới của vật lý và kỹ thuật, trong đó chuyển tiếp một số  tính năng của cơ học lượng tử, đặc biệt là viễn tải lượng tử và gần đây nhất là đường hầm lượng tử ứng dụng vào thực tế như máy tính lượng tử, mật mã lượng tử, mô phỏng lượng tử, đo lường lượng tử, cảm biến lượng tử và hình ảnh lượng tử.

## Lịch sử
Các lĩnh vực công nghệ lượng tử lần đầu tiên được nêu trong một cuốn sách năm 1997 bởi  Gerard J. Milburn, mà sau đó đã được theo sau bởi một bài báo năm 2003 của Jonathan P. Dowling và Gerard J. Milburn, cũng như một 2003 bài viết bởi David Deutsch. Các lĩnh vực công nghệ lượng tử đã được hưởng lợi lớn từ việc dòng ý tưởng mới từ các lĩnh vực xử lý thông tin lượng tử, đặc biệt là máy tính lượng tử. Khu vực khác nhau của vật lý lượng tử, như quang học lượng tử, quang học nguyên tử, điện tử lượng tử, và các thiết bị có kích thước nano lượng tử, đã được thống nhất dưới sự tìm kiếm một máy tính lượng tử và đưa ra một ngôn ngữ chung, đó là thông tin lượng tử lý thuyết.